# Gaku Shibasaki
Gaku Shibasaki (柴崎 岳 Shibasaki Gaku?,  Noheji, Aomori, 28 de mayo de 1992) es un futbolista japonés. Juega de centrocampista en el Kashima Antlers de la J1 League.
El 18 de diciembre de 2016 fue noticia en el mundo tras anotarle dos goles al Real Madrid y llevar hasta la prórroga la final del Mundial de Clubes de la FIFA 2016, que finalmente ganaría el elenco merengue por 4-2. Por esta notable actuación, Shibasaki fue elegido Balón de Bronce Adidas como el tercer mejor jugador del torneo.

## Trayectoria

### Kashima Antlers
Hizo su debut el 29 de abril de 2011 ante Avispa Fukuoka, válido por la octava fecha de la J1 League, cuando entró a los 40 minutos del segundo tiempo. El 9 de octubre de ese año marcó su primer gol en la Copa J. League ante Nagoya Grampus por las semifinales. En esta copa jugó los 3 partidos que necesitó el Antlers para consagrarse campeón, con el detalle de que en todos tuvo que disputar el tiempo suplementario.
El 3 de noviembre de 2012 anotó dos goles en la final de la Copa J. League frente a Shimizu S-Pulse, con los que revalidó el título obtenido en la temporada anterior y, además, obtuvo el Premio al Mejor Jugador del campeonato. En diciembre, recibió el premio al Mejor Jugador Joven en los Premios de la J. League.
En 2014, junto a su compañero Yasushi Endō formó parte de la fotografía oficial de Joyo Bank. El 16 de septiembre ganó el premio al Mejor Jugador de agosto de la J1 League. Posteriormente, el 9 de diciembre, fue elegido como uno de los mejores once de la J. League por primera vez en su carrera.
En 2015 asumió el cargo como el líder del apoyo del 94.º Campeonato Nacional de Fútbol de las Escuelas Secundarias.
En 2016, debido al traspaso de Masashi Motoyama al Giravanz Kitakyushu, heredó la camiseta con el número 10 y así se transformó en el segundo japonés en llevar esa casaca desde el inicio del profesionalismo japonés. En la segunda etapa de la J1 League alternó partidos tanto en el lado izquierdo del mediocampo como en el derecho. En la final de la Copa Mundial de Clubes de la FIFA ante el Real Madrid anotó dos goles, pero no alcanzó para ganar el partido y su equipo salió segundo. El periódico británico The Sun lo describió como el “Andrés Iniesta del Japón” y también que “seguramente reúne interés del extranjero”.
El 1 de enero de 2017 obtuvo por primera vez la Copa del Emperador y puso fin a seis años del Kashima Antlers sin ganar este torneo.

### España
El 31 de enero de 2017 se oficializó su fichaje por el Club Deportivo Tenerife. Tras pasar por una serie de problemas de adaptación que le llevaron a perder bastante peso,[cita requerida] terminó siendo una pieza clave en su equipo que llegó a disputar sin suerte la final del playoff de ascenso a Primera División.
El 17 de julio de 2017 el Getafe Club de Fútbol, recién ascendido a Primera División tras derrotar en la final del playoff de ascenso precisamente al Club Deportivo Tenerife, se hizo con los servicios del jugador por cuatro temporadas.
Debutó en el Nuevo San Mames frente al Athletic Club. En la tercera jornada marcó uno de los goles de la temporada ante el F. C. Barcelona convirtiéndose de esta forma en el primer jugador japonés de la historia en marcar ante el Real Madrid y el Barcelona.[cita requerida]
El 14 de julio de 2019 el Deportivo de La Coruña hizo oficial su incorporación para las siguientes cuatro temporadas. Con los coruñeses participó en 27 partidos oficiales durante la primera de ellas.
El 4 de septiembre de 2020 el C. D. Leganés hizo oficial su incorporación para las siguientes tres temporadas.

### Regreso a Kashima
El 1 de septiembre de 2023, tras llevar un par de meses sin equipo, regresó al Kashima Antlers.

## Selección nacional
En noviembre de 2009 participó de la Copa Mundial de Fútbol Sub-17 con la selección sub-17 de Japón y utilizó la camiseta con el número 10.
Fue convocado por primera vez para la selección absoluta de Japón en un partido disputado el 24 de febrero de 2012 ante Islandia, válido por la Copa Kirin.
El 28 de agosto de 2014 fue nuevamente seleccionado para el combinado nipón en otra edición de la Copa Kirin. Finalmente el 9 de septiembre hizo su debut ante Venezuela y, además, marcó su primer gol para los Samuráis Azules en dicho partido.
En 2015 fue elegido como parte de la delegación japonesa para disputar la Copa Asiática 2015. Aunque no fue parte desde un inicio de la formación titular, ingresó en el partido de cuartos de final ante Emiratos Árabes Unidos e igualó el partido con asistencia de Keisuke Honda. Al final, este encuentro se decidiría por tiros desde el punto penal; si bien Shibasaki anotó el suyo, no pudo evitar la derrota y consecuente eliminación de su selección.
Fue incluido en la lista final de 23 jugadores que representó a Japón en la Copa Mundial de Fútbol de 2018 en Rusia, donde alcanzó los octavos de final. Luego, en 2019 fue convocado para conformar la lista para la Copa Asiática 2019.

### Participaciones en Copas del Mundo
| Mundial                               | Sede    | Resultado        | Partidos | Goles |
| ------------------------------------- | ------- | ---------------- | -------- | ----- |
| Copa Mundial de Fútbol Sub-17 de 2009 | Nigeria | Fase de grupos   | 3        | 0     |
| Copa Mundial de Fútbol de 2018        | Rusia   | Octavos de final | 4        | 0     |
| Copa Mundial de Fútbol de 2022        | Catar   | Octavos de final | 0        | 0     |

### Participaciones en Copa Asiática
| Copa               | Sede                   | Resultado        | Partidos | Goles |
| ------------------ | ---------------------- | ---------------- | -------- | ----- |
| Copa Asiática 2015 | Australia              | Cuartos de final | 2        | 1     |
| Copa Asiática 2019 | Emiratos Árabes Unidos | Subcampeón       | 6        | 0     |

### Participaciones en Copa América
| Copa              | Sede   | Resultado      | Partidos | Goles |
| ----------------- | ------ | -------------- | -------- | ----- |
| Copa América 2019 | Brasil | Fase de grupos | 3        | 0     |

## Estadísticas

### Clubes
- Actualizado hasta la temporada 2024.

| Club                                  | Div.          | Temporada     | Liga  | Liga  | Copas nacionales | Copas nacionales | Copas internacionales | Copas internacionales | Total | Total | Media goleadora |
| Club                                  | Div.          | Temporada     | Part. | Goles | Part.            | Goles            | Part.                 | Goles                 | Part. | Goles | Media goleadora |
| ------------------------------------- | ------------- | ------------- | ----- | ----- | ---------------- | ---------------- | --------------------- | --------------------- | ----- | ----- | --------------- |
| Kashima Antlers Japón                 | 1.ª           | 2011          | 13    | 0     | 6                | 1                | 1                     | 0                     | 20    | 1     | 0,05            |
| Kashima Antlers Japón                 | 1.ª           | 2012          | 31    | 1     | 13               | 3                | 1                     | 0                     | 45    | 4     | 0,09            |
| Kashima Antlers Japón                 | 1.ª           | 2013          | 34    | 2     | 10               | 0                | 1                     | 0                     | 45    | 2     | 0,04            |
| Kashima Antlers Japón                 | 1.ª           | 2014          | 34    | 6     | 7                | 0                | —                     | —                     | 41    | 6     | 0,15            |
| Kashima Antlers Japón                 | 1.ª           | 2015          | 29    | 5     | 1                | 0                | 6                     | 2                     | 36    | 7     | 0,19            |
| Kashima Antlers Japón                 | 1.ª           | 2016          | 33    | 3     | 8                | 1                | 5                     | 2                     | 46    | 6     | 0,13            |
| C. D. Tenerife · España               | 2.ª           | 2016-17       | 16    | 2     | —                | —                | —                     | —                     | 16    | 2     | 0,13            |
| C. D. Tenerife · España               | Total club    | Total club    | 16    | 2     | 0                | 0                | 0                     | 0                     | 16    | 2     | 0,13            |
| Getafe C. F. · España                 | 1.ª           | 2017-18       | 22    | 1     | 0                | 0                | —                     | —                     | 22    | 1     | 0,04            |
| Getafe C. F. · España                 | 1.ª           | 2018-19       | 7     | 0     | 2                | 0                | —                     | —                     | 9     | 0     | 0               |
| Getafe C. F. · España                 | Total club    | Total club    | 29    | 1     | 2                | 0                | 0                     | 0                     | 31    | 1     | 0,03            |
| R. C. Deportivo de La Coruña · España | 2.ª           | 2019-20       | 26    | 0     | 1                | 0                | —                     | —                     | 27    | 0     | 0               |
| R. C. Deportivo de La Coruña · España | Total club    | Total club    | 26    | 0     | 1                | 0                | 0                     | 0                     | 27    | 0     | 0               |
| C. D. Leganés · España                | 2.ª           | 2020-21       | 34    | 2     | 1                | 0                | —                     | —                     | 35    | 2     | 0,06            |
| C. D. Leganés · España                | 2.ª           | 2021-22       | 34    | 3     | 0                | 0                | —                     | —                     | 34    | 3     | 0,09            |
| C. D. Leganés · España                | 2.ª           | 2022-23       | 30    | 0     | 0                | 0                | —                     | —                     | 30    | 0     | 0               |
| C. D. Leganés · España                | Total club    | Total club    | 98    | 5     | 1                | 0                | 0                     | 0                     | 99    | 5     | 0,05            |
| Kashima Antlers Japón                 | 1.ª           | 2023          | 3     | 0     | 1                | 0                | —                     | —                     | 4     | 0     | 0               |
| Kashima Antlers Japón                 | 1.ª           | 2024          | 22    | 0     | 4                | 0                | —                     | —                     | 26    | 0     | 0               |
| Kashima Antlers Japón                 | Total club    | Total club    | 199   | 17    | 50               | 5                | 14                    | 4                     | 263   | 26    | 0,1             |
| Total carrera                         | Total carrera | Total carrera | 368   | 25    | 54               | 5                | 14                    | 4                     | 436   | 34    | 0,08            |
| 1. 2. 3.                              |               |               |       |       |                  |                  |                       |                       |       |       |                 |

### Selección nacional
| Selección | Año   | Part. | Goles |
| --------- | ----- | ----- | ----- |
| Japón     | 2014  | 4     | 0     |
| Japón     | 2015  | 9     | 2     |
| Japón     | 2017  | 1     | 0     |
| Japón     | 2018  | 12    | 0     |
| Japón     | 2019  | 19    | 0     |
| Total     | Total | 45    | 3     |

#### Goles internacionales
| No | Fecha                   | Sede                                   | Oponente               | Gol | Resultado      | Competición            | Ref.   |
| -- | ----------------------- | -------------------------------------- | ---------------------- | --- | -------------- | ---------------------- | ------ |
| #. | 9 de septiembre de 2014 | Estadio Internacional, Yokohama, Japón | Venezuela              | 2–1 | 3–0 CON        | Amistoso internacional | [ 16 ] |
| 1. | 23 de enero de 2015     | Estadio ANZ, Sídney, Australia         | Emiratos Árabes Unidos | 1–1 | 1–1 (4–5 pen.) | Copa Asiática 2015     |        |
| 2. | 31 de marzo de 2015     | Estadio Ajinomoto, Chōfu, Japón        | Uzbekistán             | 3–0 | 5–1            | Amistoso internacional |        |

### Resumen estadístico
|                       | Partidos | Goles | Promedio |
| --------------------- | -------- | ----- | -------- |
| Liga                  | 190      | 19    | 0,10     |
| Copas nacionales      | 45       | 5     | 0,11     |
| Copas internacionales | 14       | 4     | 0,29     |
| Selección de Japón    | 37       | 3     | 0,43     |
| Total                 | 256      | 31    | 0,12     |

## Palmarés

### Títulos nacionales
| Título             | Club            | País  | Año  |
| ------------------ | --------------- | ----- | ---- |
| Copa J. League     | Kashima Antlers | Japón | 2011 |
| Copa J. League     | Kashima Antlers | Japón | 2012 |
| Copa J. League     | Kashima Antlers | Japón | 2015 |
| J1 League          | Kashima Antlers | Japón | 2016 |
| Copa del Emperador | Kashima Antlers | Japón | 2016 |

### Títulos internacionales
| Título           | Club            | Sede    | Año  |
| ---------------- | --------------- | ------- | ---- |
| Copa Suruga Bank | Kashima Antlers | Kashima | 2012 |
| Copa Suruga Bank | Kashima Antlers | Kashima | 2013 |

### Distinciones individuales
| Distinción                         | Año  |
| ---------------------------------- | ---- |
| Mejor jugador de la Copa J. League | 2012 |
| Novato del Año de la J. League     | 2012 |
| J. League Best XI                  | 2014 |
| MVP de agosto de la J. League      | 2014 |
| Balón de Bronce Mundial de Clubes  | 2016 |